# Phenes raptor
Phenes raptor – gatunek ważki z rodziny Petaluridae; jedyny przedstawiciel rodzaju Phenes. Występuje w południowo-zachodniej części Ameryki Południowej – w Chile i zachodniej Argentynie.